# بهشية أرجوانية
البَهْشِيِّة الأرجوانية أو البَهْشِيِّة الصينية (باللاتينية: Ilex purpurea) نوع نباتي يتبع جنس البهشية من الفصيلة البهشية.
موطنها الصين.